# Janet Gale
Janet Gale est une coloriste spécialisée dans la bande dessinée publiée en français. Entre autres travaux, elle a colorisé des albums des différentes séries Blueberry, notamment ceux dessinés par Colin Wilson, dont elle est l'épouse.

## Publications

### Alexe
- 1. Alexe, Éditions du Miroir, Louvain-la-Neuve, 1986
Scénario : Delaney - Dessin : Marcel Jaradin - Couleurs : Janet Gale,réédition aux éditions Alpen Publishers en mai 1986 (ISBN 2-88302-028-0)

- Histoires alarmantes, Dupuis, coll. « Cossu », Marcinelle, 1987
Scénario : Michel Jamsin - Dessin : Antonio Cossu - Couleurs : Antonio Cossu, Janet Gale et Vittorio Leonardo -  (ISBN 2-8001-1516-5)
- Rêve de chien, Glénat, coll. « Circus Évasion », Grenoble, 1987
Scénario : Philippe Berthet - Dessin : Antonio Cossu - Couleurs : Janet Gale, Carla Leonardo -  (ISBN 2-7234-0848-5)

### SérieOrtie West
- 1. Capitaine Futur, Les Humanoïdes associés, Genève, septembre 1990
Scénario et dessin : Didier Bourguignon - Couleurs : Janet Gale -  (ISBN 2-7316-0775-0)
- 2. Les Démons de Papon, Les Humanoïdes associés, Jussy, septembre 1991
Scénario et dessin : Didier Bourguignon - Couleurs : Janet Gale -  (ISBN 2-7316-0907-9)

### SérieMauvaise Graine
- 2. Bye-Bye grisaille[2], Casterman, Tournai, septembre 1997
Scénario et dessin : Marianne Duvivier - Couleurs : Janet Gale -  (ISBN 2-203-38895-1)